# 拉斐尔·布斯蒂略县

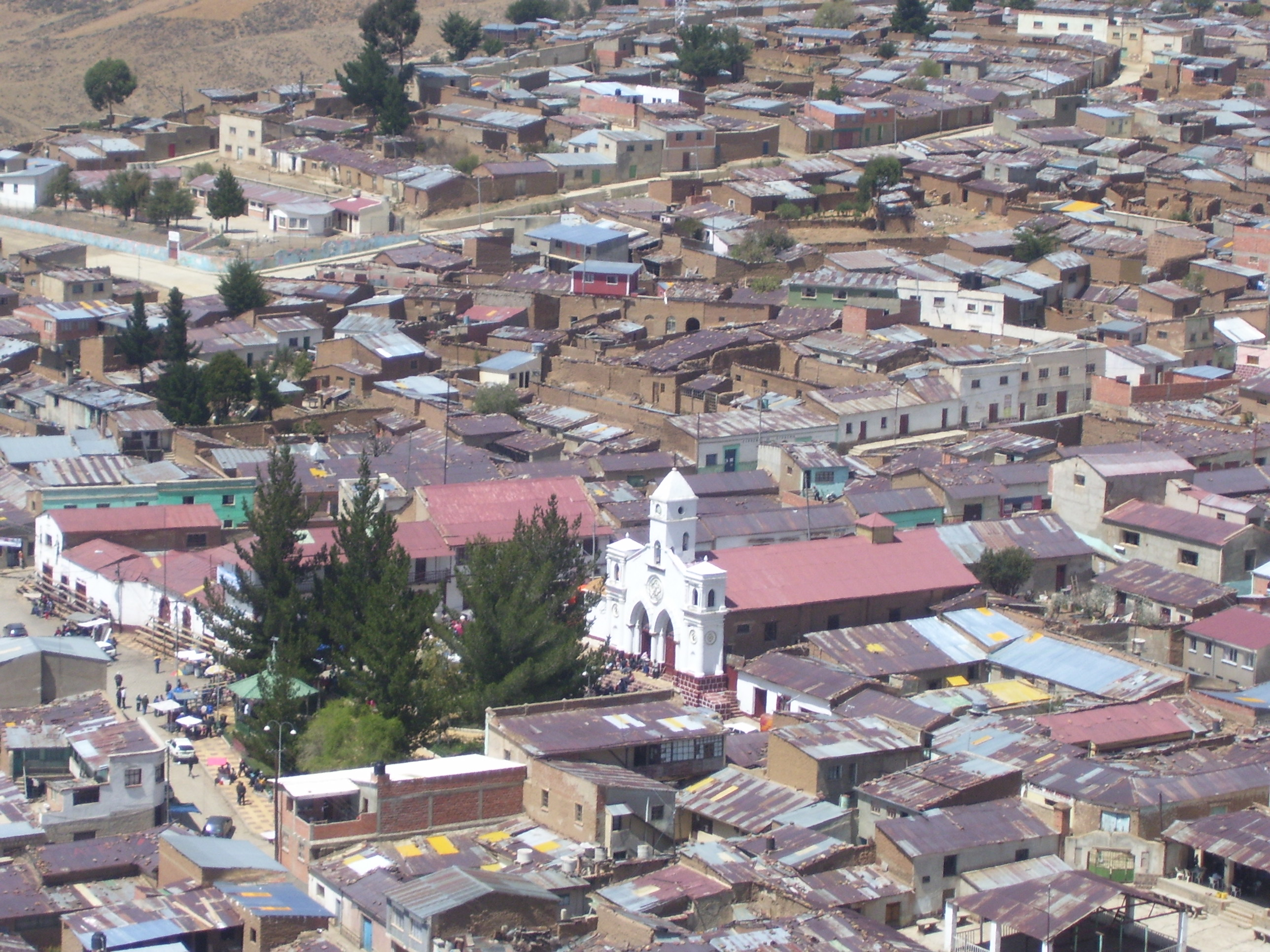

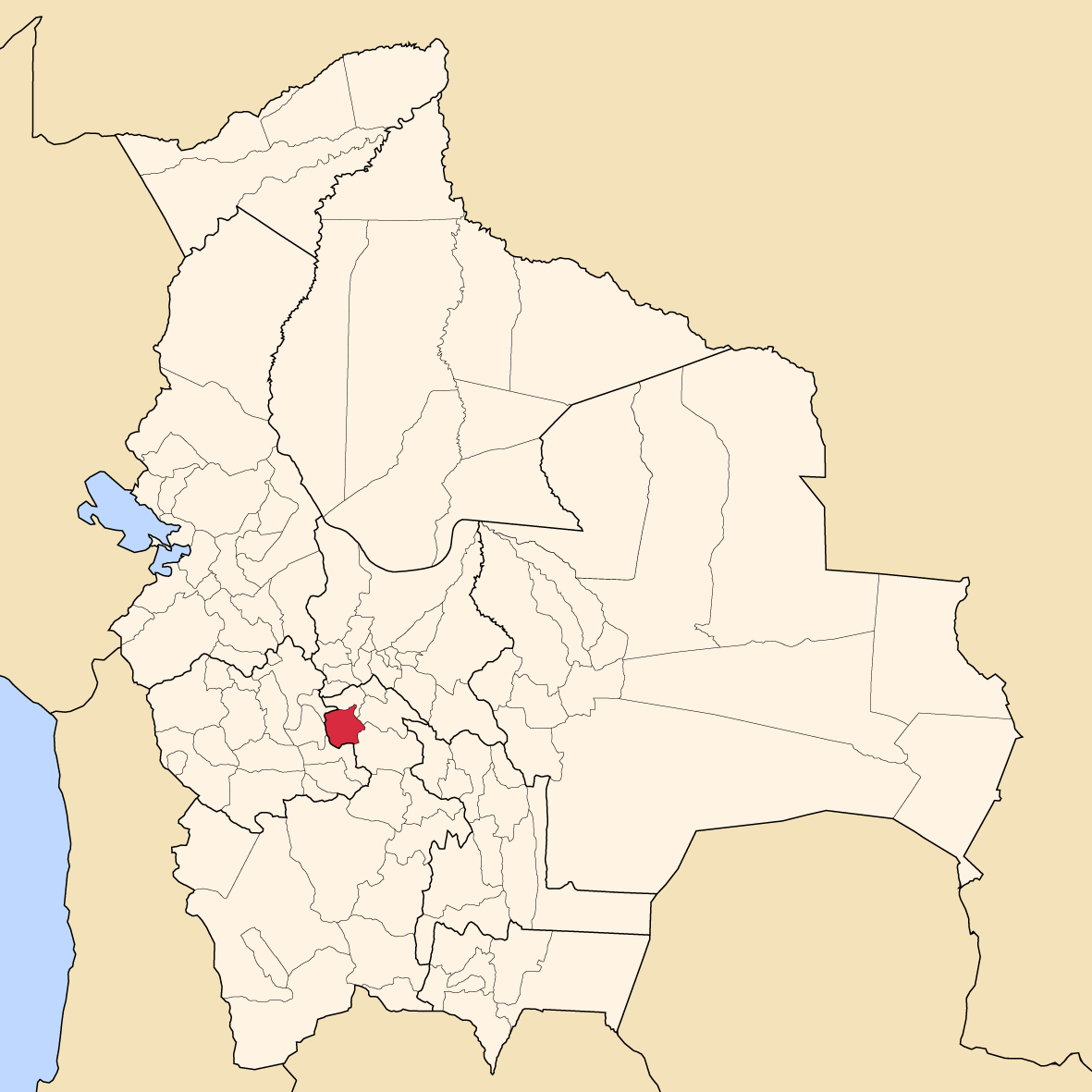

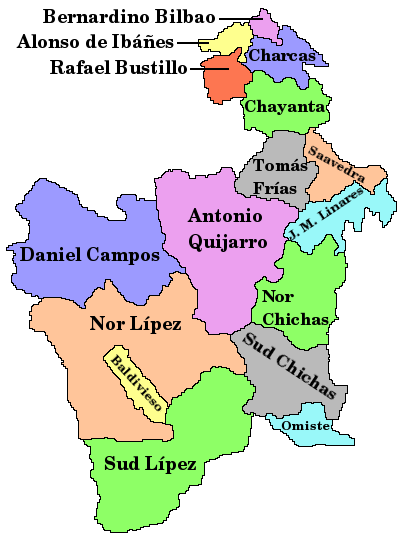

拉斐爾·布斯蒂略县（西班牙語：Provincia de Rafael Bustillo），是玻利維亞的县份，位於該國西南部，屬於波托西省的一部分，县府設於溫西亞，面積2,235平方公里，2012年人口86,947，人口密度每平方公里39人。
18°28′S 66°28′W / 18.467°S 66.467°W